# Pomacentrus callainus
Pomacentrus callainus là một loài cá biển thuộc chi Pomacentrus trong họ Cá thia. Loài này được mô tả lần đầu tiên vào năm 2002.

## Từ nguyên
Tính từ định danh callainus trong tiếng Latinh có nghĩa là "xanh lục lam", hàm ý đề cập đến màu sắc của loài cá này.

## Phạm vi phân bố và môi trường sống
P. callainus ban đầu chỉ được xem là một biến dị kiểu hình của Pomacentrus lepidogenys, hiện đã được công nhận là một loài hợp lệ tại Tonga và Fiji, được tìm thấy ở độ sâu đến 8 m và gần các rạn san hô.

## Mô tả
Chiều dài lớn nhất được ghi nhận ở P. callainus là 9,5 cm. Cơ thể màu xanh lục lam nhạt (hay xanh xám) với đốm lớn hình nêm ở gốc vây ngực. Loài này không có dải màu vàng tươi ở gốc vây lưng, vàng nhạt hơn ở cuống đuôi và gốc vây hậu môn như P. lepidogenys.
Số gai ở vây lưng: 13; Số tia vây ở vây lưng: 13–14; Số gai ở vây hậu môn: 2; Số tia vây ở vây hậu môn: 13–15; Số tia vây ở vây ngực: 17–19; Số gai ở vây bụng: 1; Số tia vây ở vây bụng: 5.

## Sinh thái học
Thức ăn của P. callainus bao gồm tảo và các loài động vật phù du. Cá đực có tập tính bảo vệ và chăm sóc trứng.